# ナサニエル・メンデス＝ラング
ナサニエル・メンデス＝ラング（Nathaniel Mendez‐Laing, 1992年4月15日 - ）は、イングランド・バーミンガム出身のサッカー選手。ダービー・カウンティFC所属。ポジションはミッドフィールダー。

## 経歴
バーミンガムに生まれ、ウルヴァーハンプトン・ワンダラーズFCのアカデミーに入団する。17歳の時にトップチームに昇格し、2009年8月25日にEFLカップのスウィンドン・タウンFC戦でデビューするが、リーグ戦の出場機会はなかった。
2010年7月1日にピーターバラ・ユナイテッドFCに期限付き移籍する。そこで40試合5得点と結果を残し、ピーターバラに完全移籍を検討するが破談に終わった。
その後、数クラブの期限付き移籍を経て、2012年7月にピーターバラと3年契約を結んだ。しかし、不祥事を起こしたことで11月に監督のダレン・ファーガソンより戦力外通告を受け、移籍リストに載せられた。15日にポーツマスFCに期限付き移籍した。1月にはファーガソンに赦されたことでピーターバラに復帰した。2013-14シーズンは背番号を44番から19番に変更するが、ファーガソンに肥満を指摘され、開幕から4試合を欠場した。
2015年8月27日、ロッチデールAFCに1年間の期限付き移籍。
2017年5月30日、カーディフ・シティFCに加入した。
2021年2月1日、ミドルズブラFCに加入した。
2021年11月22日、シェフィールド・ウェンズデイFCに加入した。
2022年7月2日、ダービー・カウンティFCに加入した。
2025年5月27日、ダービー・カウンティFCとの契約が1年間残っていたが、フリーで、ミルトン・キーンズ・ドンズFCへの移籍が発表された。